# San Marcos Power Center
San Marcos Power Center, también conocido como Plaza San Marcos, es un conjunto comercial, ubicado en la ciudad de Cuautitlán Izcalli, en Estado de México. El lugar tiene cercanía con el pueblo de San Juan Atlamica. 

## Historia
Antes de su construcción, se hallaba la hacienda colonial de San Pedro Cuamatla, que databa del siglo XVI durante la época virreinal. Mediante túneles, conectaba con la Catedral de San Buenaventura en Cuautitlán, y el convento de Tepotzotlán en Tepotzotlán, y también contaba con una entrada conectada desde otra hacienda derribada en Axotlán. Después de que permaneciera en ruinas y en abandonó durante varios años, entre 2001 y 2002, fue derrumbada para dar inició a la construcción del conjunto comercial San Marcos por la constructora Archivo BAQ, cuya visión era ayudar al desarrollo mercantil de la ciudad de Cuautitlán Izcalli. El sitio fue inaugurado en 2003, contando con dos secciones comerciales.
En su planeación se pactó regenerar un casco original de la extinta hacienda, el cual logró ser restaurado con apoyó del Instituto Nacional de Antropología e Historia (INAH). Enlazada con la Autopista México-Querétaro, es una las plazas con mayor afluencia de personas en Izcalli.